# Chittoe
Chittoe – wieś w Anglii, w Wiltshire, w dystrykcie (unitary authority) Wiltshire, w civil parish Bromham. Leży 41.3 km od miasta Salisbury i 137.9 km od Londynu. W 1931 roku civil parish liczyła 158 mieszkańców.